# Samsung DeX

Logo của Samsung DeX

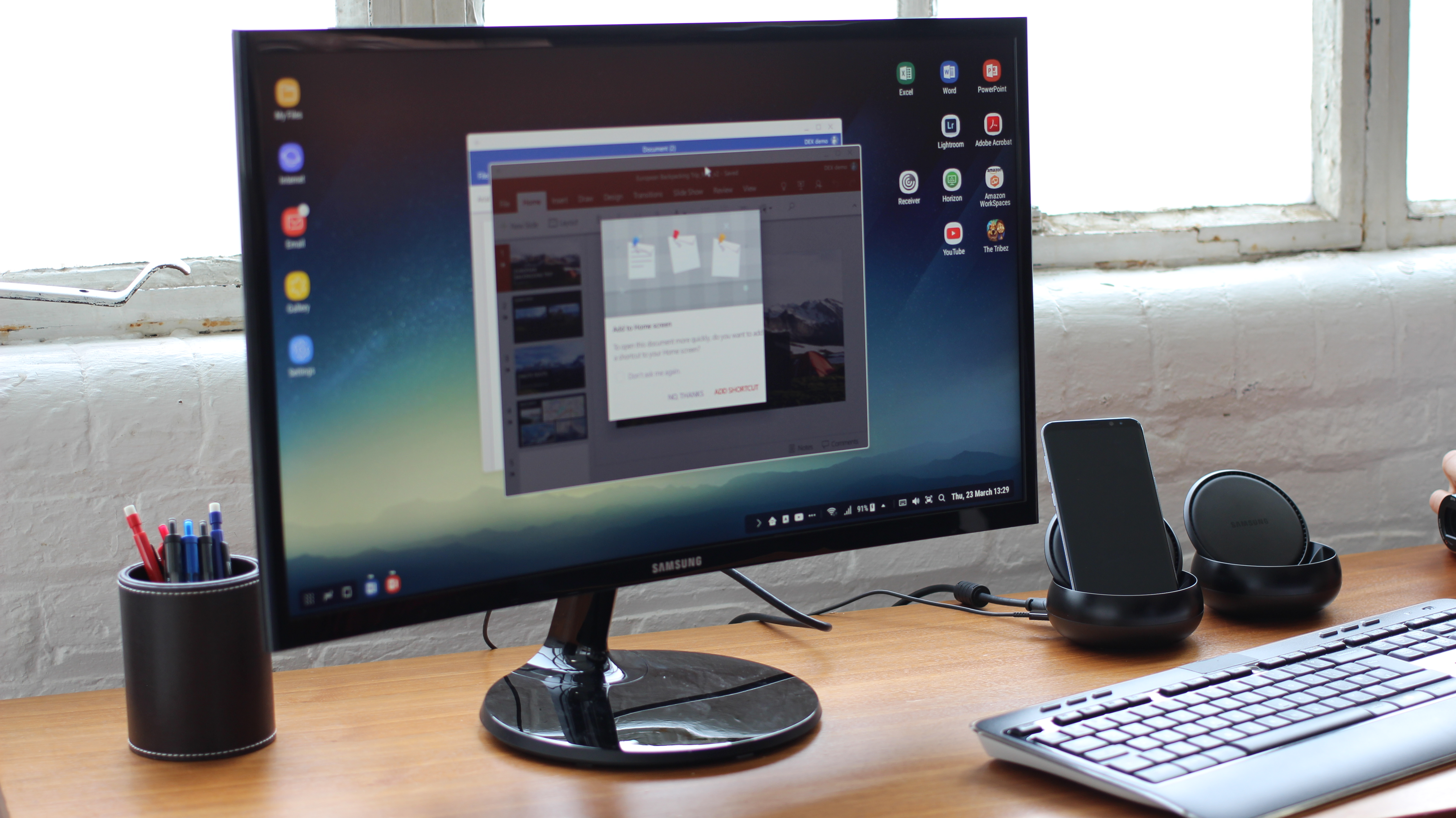
Samsung Galaxy S8 đã cắm đế DeX. Màn hình đang hiển thị ứng dụng PowerPoint và Word Android.

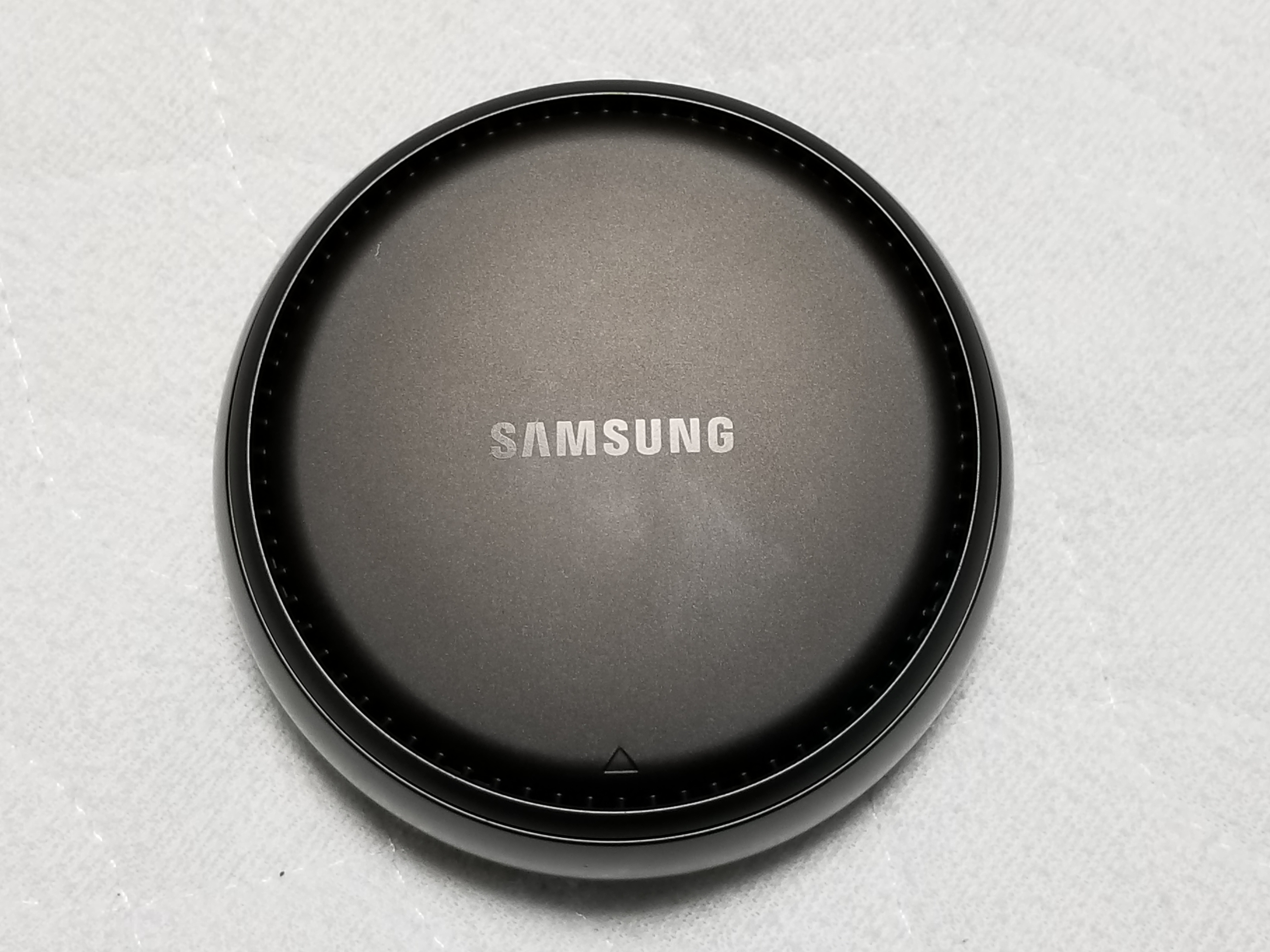
Đế DeX.

Samsung DeX là một tính năng có sẵn trên một vài thiết bị di động cao cấp của Samsung cho phép người dùng mở rộng trải nghiệm trên máy tính để bàn với các kết nối bàn phím, chuột, và màn hình. "DeX" được viết rút gọn từ "Desktop eXperience".
Samsung lần đầu tiên kết hợp tính năng DeX trên điện thoại thông minh Samsung Galaxy S8 and S8+, và tiếp tục hỗ trợ tính năng này trên toàn bộ các điện thoại cao cấp của hãng, bao gồm Galaxy S9, S10, S20, Note8, Note9 và dòng Note10 và Note20. Galaxy A90 5G là điện thoại Galaxy A đầu tiên với hỗ trợ DeX.

## Lịch sử
Phiên bản đầu tiên của DeX yêu cầu sử dụng đế được gọi là DeX. Nó cung cấp cổng USB-C, ethernet, HDMI 2.0 và hai cổng USB 2.0. Với sự ra mắt Note 9 vào tháng 8 năm 2018, Samsung đã giới thiệu DeX HDMI adapter, dây cáp và bộ chuyển đa cổng, đã loại bỏ sự cần thiết của đế trước đây. Trong khi kết nối với màn hình, thiết bị có thể dùng làm touchpad hoặc có thể sử dụng bình thường khi DeX hoạt động. Note 10 và Galaxy Fold, DeX hiện có thể kết nối trực tiếp với máy tính bằng cáp sạc có sẵn, thay thế cho đế rời.
Samsung đã công bố "Linux on Galaxy" (đổi tên thành "Linux on DeX") cho phép việc sử dụng tương thích với Linux hơn là mặc định trên Android OS cho phép tương thích hoàn toàn với máy tính cá nhân.
DeX Desktop còn có thể truy cập ứng dụng của Windows và Mac OS thông qua phụ kiện bên thứ ba là Melopow Dock. Người dùng có thể kết nối trực tiếp điện thoại bằng cáp USB.
Thiết bị Samsung DeX được quản lý bởi Samsung Knox (3.3 và cao hơn) cho phép hoặc từ chối truy cập sử dụng nền tảng Knox để thêm quản lý và bảo mật.
Vào tháng 10 năm 2019 Samsung công bố rằng Linux trên DeX sẽ không hỗ trợ Android 10 và cảnh báo người dùng sau khi nâng cấp Android 10 họ không thể xuống cấp, vĩnh viễn mất khả năng sử dụng các ứng dụng Linux đầy đủ.